# Venky Jois
Venkatesha Jois, detto Venky (Upper Ferntree Gully, 7 luglio 1993), è un cestista australiano.